# 봄바쌀

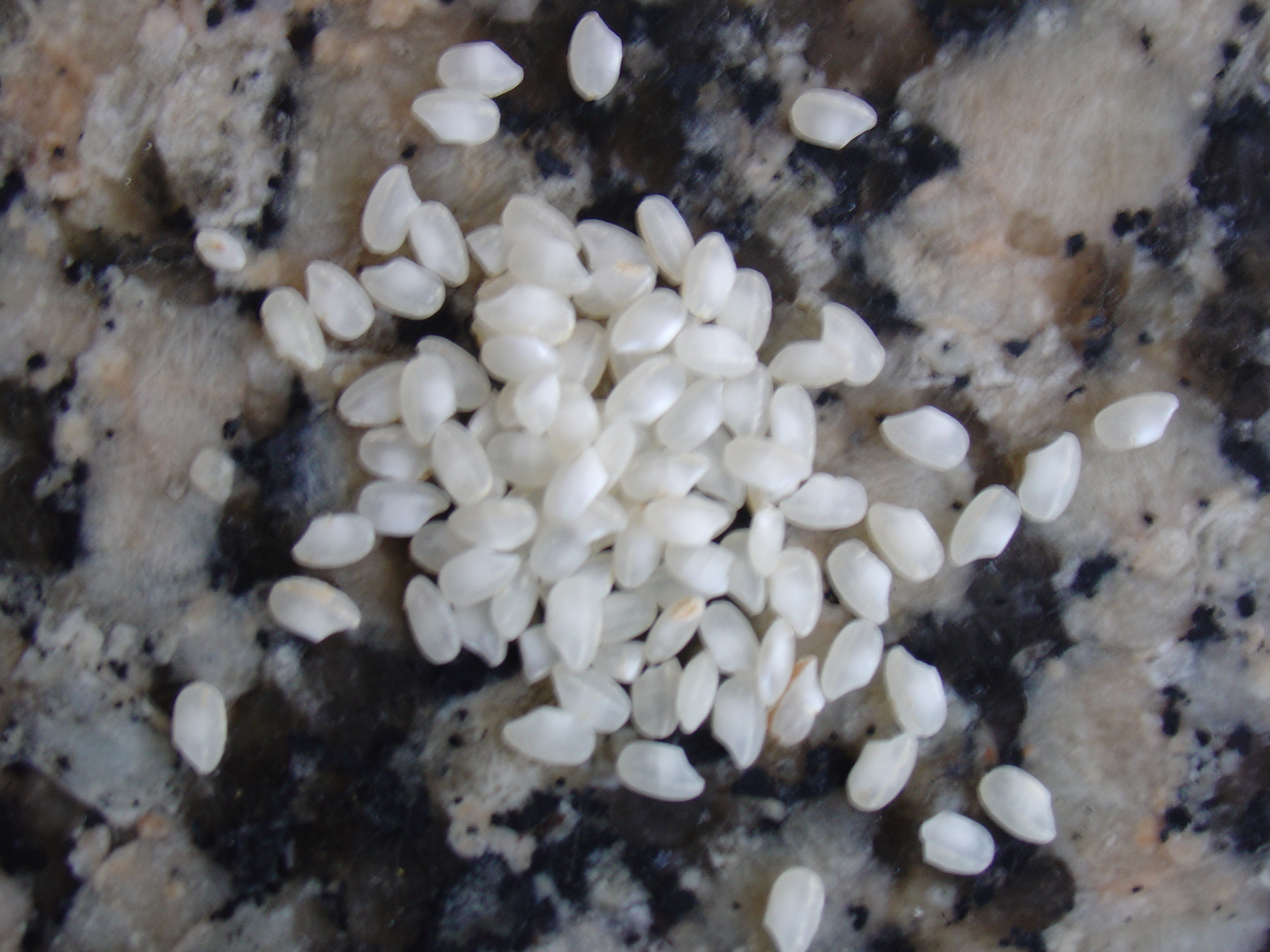
봄바쌀

봄바쌀(발렌시아어: arròs bomba 아로스 봄바)는 스페인의 쌀 품종이다. 발렌시아 지방에서 재배되며, 발렌시아쌀(발렌시아어: arròs de València 아로스 데 발렌시아)로도 불린다. 발렌시아 파에야를 만드는 데 사용된다.

## 같이 보기
- 아르보리오 (쌀)